# Echicha

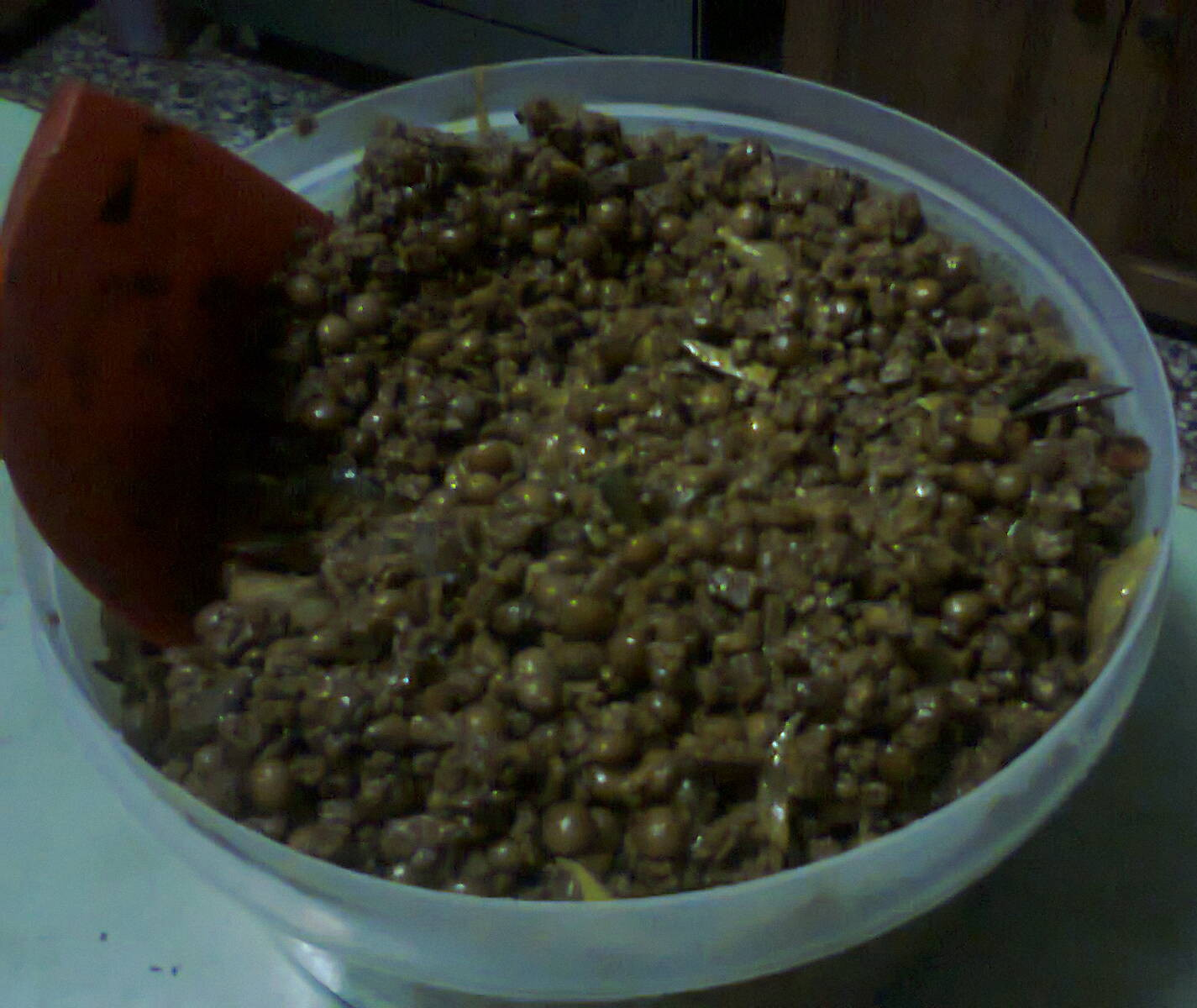
Plato de Ẹchịcha

Ẹchịcha (también, Achịcha) es un plato nativo de la parte Igbo de Nigeria consistente principalmente de taro seco, guandul y aceite de palma.
Es tradicionalmente consumido en la estación seca cuando los vegetales frescos son difíciles de conseguir. 
El echịcha se prepara asando el cocoyam seco y el guandul hasta que están suaves, para luego mezclarlos con salsa de cebollas, pimientos frescos, sal
, ụgba y aceite de palma.